# Náhodný les
Náhodný les (anglicky Random forest) je kombinovaná učící metoda pro diskriminaci (také klasifikaci) a regresi, která vytvoří více rozhodovacích stromů při učení a následně vydá modus tříd vrácených jednotlivými stromy. Termín pochází z náhodných rozhodovacích lesů, který zavedl Tin Kam Ho v roce 1995. Metoda kombinuje myšlenku „baggingu“ Leo Breimana a náhodným výběrem prediktorů (features), aby zkonstruovala skupinu stromů s řízenou variancí.
Výběr náhodných podmnožin prediktorů je příklad metody náhodných podprostorů (anglicky random subspace method), kterou Ho použil jako implementační techniku pro dřívější klasifikaci od E. Kleinberga.